# Herzblatt (Fernsehsendung)
Herzblatt war eine deutsche Flirtshow, die von Grundy Light Entertainment produziert und zwischen 1987 und 2005 ausgestrahlt wurde. 2008 wurden nochmals zehn Rückblick-Folgen von Herzblatt mit dem Untertitel Das Beste aus 20 Jahren produziert.

## Ablauf und Geschichte
Pro Sendung durften ein Mann und eine Frau, Picker genannt, aus jeweils drei Kandidaten des anderen Geschlechts ihr „Herzblatt“ auswählen. Dieses wurde durch eine Befragung der Kandidaten, bei der diese möglichst charmant und witzig antworten sollten, ermittelt. Diese Antworten wurden laut Sender von den Kandidaten vor der Sendungsaufzeichnung selbst formuliert. Die Antworten der drei Kandidaten wurden zur besseren Entscheidungsfindung durch die Stimme der Moderatorin Susi Müller („the Voice of Herzblatt“), die durch Herzblatt deutschlandweit bekannt wurde, aus dem Off zusammengefasst.
Während der gesamten Befragung waren Picker und Kandidaten durch eine Wand voneinander getrennt und sahen sich zum ersten Mal, wenn der Picker seine Wahl getroffen hatte. Jedes Paar bekam eine mit einem Hubschrauberflug startende Reise geschenkt und berichtete – getrennt voneinander befragt – in der nächsten Sendung von seinen Eindrücken.
Bevor die Sendung am 9. Oktober 1987 im Ersten und im ORF startete, wurde Günther Jauch die Moderation angeboten. Dieser lehnte jedoch ab, da er sich zur Partnervermittlung als ungeeignet ansah. So übernahm die Sendung schließlich Rudi Carrell.
2003 wurde erstmals eine Folge mit schwulen Kandidaten ausgestrahlt. Nach über 400 Folgen endete Herzblatt zunächst am 5. November 2004 im Ersten. Im Juni 2005 wechselte Herzblatt mit 20 neuen Folgen in das Bayerische Fernsehen. Es wurde auch weiterhin vom ORF produziert. Die Moderation wechselte von Jörg Pilawa zum bisherigen Brisant-Moderator Alexander Mazza. Dort lief die Sendung bis zur Einstellung im selben Jahr.
Abschließend produzierte der BR im Jahr 2008 zehn 30-minütige Folgen mit dem Untertitel Das Beste aus 20 Jahren, in denen auf die Höhepunkte aus 20 Jahren Herzblatt zurückgeblickt wurde. Moderator Tilmann Schöberl blickte im Studio vor der „Herzblatt-Wand“ gemeinsam mit Uschi Dämmrich von Luttitz und Herzblatt-Stimme Susi Müller auf die Kandidaten aus 20 Jahren zurück, teils auch in aktuellen Gesprächen mit den Moderatoren der Vergangenheit.
Von 1993 bis 1995 gab es mit Herzklopfen einen Ableger der Sendung für Jugendliche der von Thomas Ohrner Moderiert wurde.
Von Oktober bis Dezember 2016 wurde jeweils mittwochs um 20:15 Uhr bei Sat.1 Gold unter dem Titel Herz sucht Liebe eine neue Version der Sendung mit Thomas Ohrner als Moderator und Susi Müller als Off-Stimme ausgestrahlt.
Im November 2021 führten die ÖBB als Marketing ein ähnliches Format unter dem Namen ÖBBussi-Bahnreisen für Verliebte! auf dem Wiener Hauptbahnhof durch.
Im Rahmen der Sat.1 Kult-Show-Wochen wurden 2023 unter dem Titel Dating Game – Wer soll dein Herzblatt sein? drei neue Folgen, moderiert von Jörg Pilawa, produziert. Auch Susi Müller wirkte wieder mit Kommentaren aus dem Off mit.

## Moderation
| Moderator           | Zeitraum                             | Folgen    | Staffel/n               |
| Rudi Carrell        | 9. Oktober 1987 bis 23. April 1993   | 1–128     | 1.–6. Staffel           |
| Rainhard Fendrich   | 27. September 1993 bis 27. Juni 1997 | 129–250   | 7.–10. Staffel          |
| Hera Lind           | 9. Oktober 1997 bis 12. Juli 1998    | 251–285   | 11. Staffel             |
| Christian Clerici   | 25. September 1998 bis 18. Juni 1999 | 286–322   | 12. Staffel             |
| Pierre Geisensetter | 25. Juni 1999 bis 29. Juni 2001      | 323–396   | 13.–14. Staffel         |
| Jörg Pilawa         | 6. Oktober 2001 bis 5. November 2004 | 397–443   | 15.–17. Staffel         |
| Alexander Mazza     | 5. Juni 2005 bis 23. Oktober 2005    | 444–463   | 18. Staffel             |
| Tilmann Schöberl    | 6. Juli 2008 bis 21. August 2009     | 10 Folgen | Das Beste aus 20 Jahren |